# 루시 아너즈
루시 아너즈(Lucie Arnaz, 본명은 Lucie Desiree Arnaz, 1951년 7월 17일 ~ )는 미국의 여성 영화배우, 연기자, 가수, 작사가, 무용가 겸 뮤지컬 배우이다.

## 생애
1962년 미국의 텔레비전 시트콤에서 첫 출연하여 연기자 데뷔하였고 1963년 미국 영화 《The Lucy show: Lucy is a soda jerk》로 영화배우 데뷔하였으며 1978년 가수로 데뷔하였고 이듬해 1979년 뮤지컬 배우로 데뷔하였다.